# Lods
Lods ist Dorf und eine Gemeinde mit 244 Einwohnern (Stand: 1. Januar 2022) im französischen Département Doubs in der Region Bourgogne-Franche-Comté. Das Dorf ist als eines der Plus beaux villages de France (Schönste Dörfer Frankreichs) klassifiziert.

## Geographie
Lods liegt auf 382 m über dem Meeresspiegel, zehn Kilometer südöstlich von Ornans und etwa 27 Kilometer südöstlich der Stadt Besançon (Luftlinie). Das Dorf erstreckt sich im Jura, im schmalen Tal der oberen Loue, das tief in die umgebenden Hochplateaus eingeschnitten ist, am Nordfuß der Rochers du Capucin.
Die Fläche des 6,25 km² großen Gemeindegebiets umfasst einen Abschnitt des französischen Juras. Der zentrale Teil des Gebietes wird vom Tal der Loue eingenommen. Die Loue fließt hier durch ein enges Erosionstal von Südosten nach Nordwesten, das rund 400 m tief in die umgebenden Hochplateaus eingeschnitten ist. Von Osten mündet bei Lods eine tief eingeschnittene Talfurche. Die steilen Talhänge der Loue werden an der Oberkante verschiedenenorts von markanten Felswänden und Vorsprüngen einer widerstandsfähigen Kalkschicht gekrönt. Die Gemeindegrenze verläuft meist am Rand der Plateaus oberhalb dieses Felsbandes. Im Süden reicht das Gemeindeareal bis auf die Rochers du Capucin, auf denen mit 770 m die höchste Erhebung von Lods erreicht wird. Nach Norden erstreckt sich das Gebiet auf die Höhen von Suchaux und Signal de Cudrey (747 m) am Rand des Plateaus von Valdahon.
Nachbargemeinden von Lods sind Échevannes, Lavans-Vuillafans und Les Premiers Sapins mit Athose im Norden, Mouthier-Haute-Pierre im Osten, Longeville im Süden sowie Vuillafans im Westen.

## Geschichte
Das Gemeindegebiet von Lods war schon früh besiedelt, was anhand von Gräbern aus der Burgunderzeit (5. bis 7. Jahrhundert) nachgewiesen werden konnte. Erstmals urkundlich erwähnt wurde Lods im Jahr 1189. Im Mittelalter gründeten die Herren von Thoraise eine Burg. Später gehörte Lods zur Herrschaft Châteauvieux. Zusammen mit der Franche-Comté gelangte das Dorf mit dem Frieden von Nimwegen 1678 an Frankreich. Heute ist Lods Mitglied des Gemeindeverbandes Loue-Lison.

## Sehenswürdigkeiten

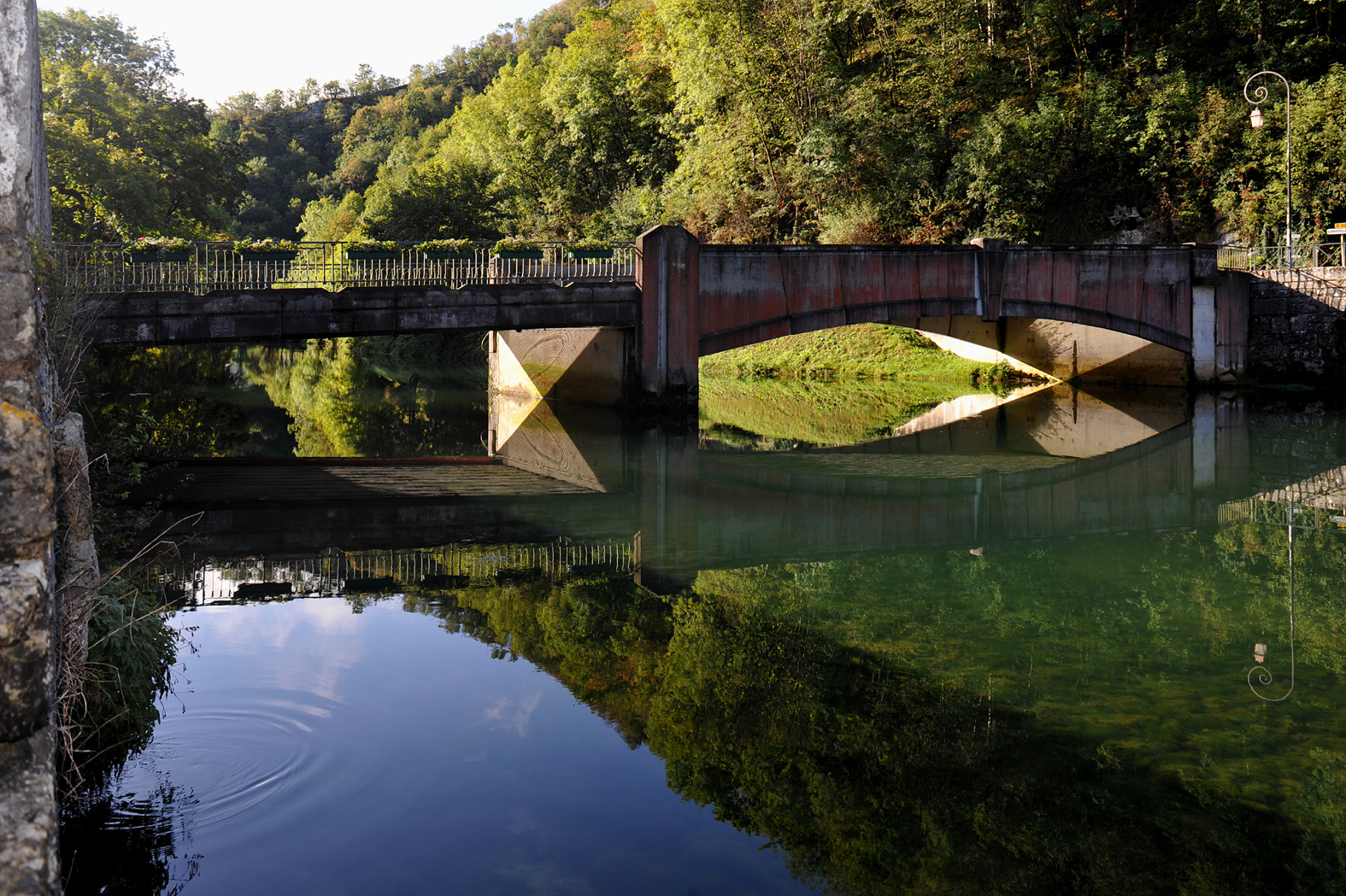
Brücke über die Loue in Lods

Die Kirche von Lods wurde im 18. Jahrhundert erbaut. Zur reichen Ausstattung gehört eine Statue der heiligen Jungfrau aus dem 14. Jahrhundert. Eine Kapelle wurde 1787 erbaut. 
Im Ortskern sind zahlreiche Bürger- und Bauernhäuser im charakteristischen Stil der Franche-Comté aus dem 16. bis 18. Jahrhundert, alte Brunnen und Mühlen erhalten. Das Château de Lods, ursprünglich aus dem 13. Jahrhundert, wurde wiederaufgebaut und befindet sich heute in Privatbesitz. Sehenswert ist auch das Musée de la Vigne et du Vin.

## Bevölkerung
| Jahr                       | 1962 | 1968 | 1975 | 1982 | 1990 | 1999 | 2006 | 2018 |
| Einwohner                  | 342  | 380  | 338  | 337  | 284  | 271  | 251  | 221  |
| Quellen: Cassini und INSEE |      |      |      |      |      |      |      |      |

Mit 244 Einwohnern (1. Januar 2022) gehört Lods zu den kleinen Gemeinden des Départements Doubs. Nachdem die Einwohnerzahl 1881 noch 1155 Personen betrug, wurde seither ein markanter Bevölkerungsrückgang verzeichnet, der bis in die jüngste Zeit anhält. Die Zahlen stammen aus den Datensätzen von Cassini und INSEE.

## Wirtschaft und Infrastruktur

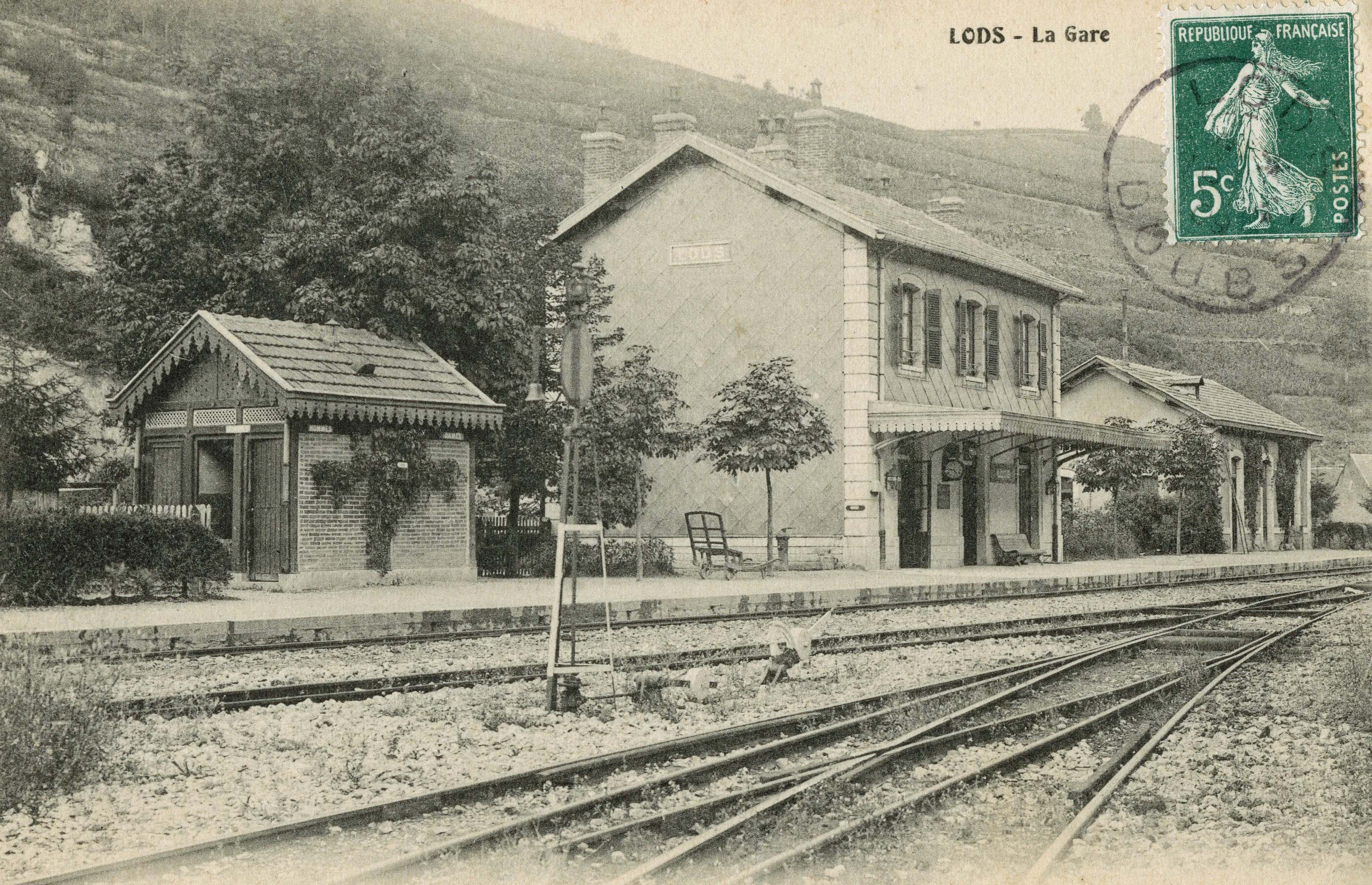
Bahnhof in alter Ansicht

Lods war lange Zeit ein durch die Landwirtschaft und kleinere Gewerbebetriebe geprägtes Dorf. Die Wasserkraft der Loue wurde schon früh für den Betrieb von Mühlen, Sägereien sowie für eisenverarbeitendes Gewerbe genutzt. Die beiden wichtigsten in Lods ansässigen Firmen sind heute die Société Gaz et Eaux (Herstellung von Zubehörgeräten für die Wasserbewirtschaftung) und die S.A. Calvi (Holzverarbeitung). Daneben gibt es verschiedene Handwerksbetriebe und Unternehmen des Einzelhandels. Einige Erwerbstätige sind auch Wegpendler, die in den größeren Ortschaften der Umgebung ihrer Arbeit nachgehen.
Die Ortschaft ist verkehrstechnisch gut erschlossen. Sie liegt an der Departementsstraße D67, die von Ornans nach Pontarlier führt. Weitere Straßenverbindungen bestehen mit Athose und Longeville.
Der Bahnhof Lods als Endpunkt der Bahnstrecke L’Hôpital-du-Grosbois–Lods ist mitsamt der Strecke stillgelegt.